# Georg Koës
Georg Hendrick Carl Koës (1782, Antvorskov - 1811) est un philologue danois du début du XIXe siècle. Troisième fils d'Anna Mathea Falch et de Georg Frederik Koës il est baptisé le 4 février 1782 dans l'église Saint-Pierre, à Slagelse.

## Biographie
Il étudie la philologie classique sous F.A. Wolf à l'université de Halle, en écrivant des travaux de critique textuelle pionniers sur les ouvrages de la Grèce ancienne, notamment Homère, dont il prouve que son œuvre est due à plus d'un auteur (Specimen observationum in Odysseam criticarum, acc. commentatio de discrepantiis quibusdam in Odyssea occurrentibus, Copenhague 1806). En compagnie de son ami Peter Oluf Brøndsted il visite Paris en 1806. Après un séjour de deux ans, ils se rendent ensemble en Italie. Tous deux s'attachent avec passion à l'étude des antiquités, et les goûts et les intérêts qu'ils partageent les conduisent en 1810 à se joindre à une expédition en Grèce avec Otto Magnus von Stackelberg, Karl Haller von Hallerstein, le peintre allemand Jacob Linckh et le consul autrichien en Grèce de l'époque, Georg Christian Gropius avec lesquels il fonde l'association Xénéion.
Malheureusement en 1811 Koës meurt subitement de pneumonie sur l'île de Zante, alors qu'il n'a que 29 ans. Il est enterré dans la propriété du consul Lunzi sur l'île (Brøndsted à ce moment est au loin, en Thessalie). Sir William Gell, qui a lui aussi participé à l'expédition, envoie au Danemark pour la famille de Koës un dessin représentant son lieu d'ensevelissement. Il est actuellement en possession de la famille Brøndsted.
L'expédition continue et, quand Brøndsted revient à Copenhague en 1813, il épouse Frederikke, la sœur de Georg. Avant son départ pour Paris Koes s'est fiancé avec sa cousine Caroline Falch (7 novembre 1790 – 10 novembre 1856), fille d'Andreas Falch (1748-1797) et de Charlotte Sophie Suhr (1756-1822). Vers 1816 elle épouse Theodor Suhr l'aîné (1792-1858).

## Sources
- (en) Cet article est partiellement ou en totalité issu de l’article de Wikipédia en anglais intitulé « Georg Koës » (voir la liste des auteurs).